# Mineo
Pour les articles homonymes, voir Mineo (homonymie).
Mineo est une commune italienne de la province de Catane dans la région Sicile en Italie. Mineo est jumelée avec la ville d'Unieux (France).

## Histoire
Sur le territoire de la commune, au lieu-dit Rocchicella, se trouve le site de l'ancienne cité sicule de Palikè et du sanctuaire des dieux jumeaux Paliques. 
Mineo est la ville natale de l’écrivain et médecin Giuseppe Bonaviri (1924-2009) qui y a situé le récit de deux livres autobiographiques, Le tailleur de la grand’rue et La ruelle bleue.
Dans la commune se trouve le camp de migrants de Cara di Mineo, l'un des plus grands d'Europe. Le site a été construit comme logement de luxe pour le personnel militaire américain, mais il est mal équipé pour faire face au nombre de migrants débarqués en Sicile. En 2017, il abritait 4 000 personnes. Selon The Guardian, le centre est devenu un lieu de non-droit où les migrants sont des proies faciles pour les gangs criminels. Des membres de bas niveau des diverses organisations mafieuses italiennes et des gangs nigérians viennent au centre pour recruter des « mules » de la drogue et des petits criminels parmi les personnes résidant dans le camp. Se faisant passer pour des demandeurs d'asile, les trafiquants attirent les femmes hors du centre sous prétexte de courses ou d'autres excursions, et les livrent aux femmes nigérianes qui contrôlent les réseaux de prostitution forcée. Elles sont alors contraintes de se prostituer sous la menace de la violence.
En 2012, une enquête est ouverte pour prostitution forcée à Cara di Mineo, après que les médecins du centre ont reçu une série de demandes d'avortement. En trois mois, les médecins du centre ont pratiqué 32 avortements sur des migrantes, soit une augmentation de plus de 200 % par rapport à l'année précédente. Les autorités ont conclu que cela était dû à une augmentation de la prostitution et à l’absence de distribution de moyens de contraception.

## Administration
| Période                                  | Période  | Identité          | Étiquette | Qualité |
| ---------------------------------------- | -------- | ----------------- | --------- | ------- |
| 17/06/2008                               | En cours | Giuseppe Castania |           |         |
| Les données manquantes sont à compléter. |          |                   |           |         |

### Hameaux
Borgo Pietro Lupo

### Communes limitrophes
Aidone, Caltagirone, Grammichele, Licodia Eubea, Militello in Val di Catania, Palagonia, Piazza Armerina, Ramacca, Vizzini